# Operă

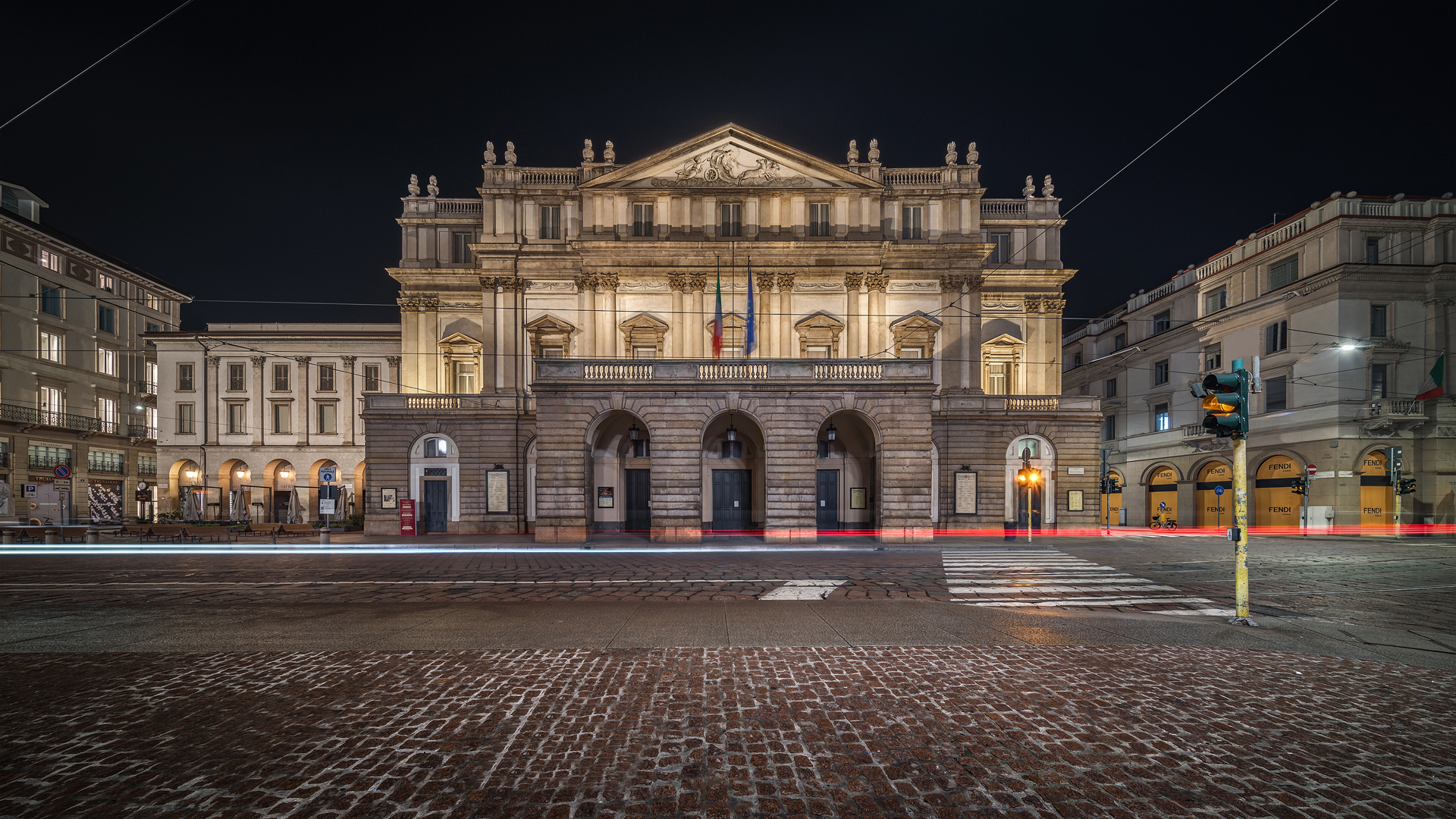
Teatro alla Scala din Milano, clădire de operă fondată în 1778

Operă (din limba italiană, opera in musica, „lucrare muzicală“) este un termen desemnând din anul 1597 un gen muzical ca o formă de teatru, fiind deseori denumită teatru liric, în care întreaga acțiune se desfășoară total sau predominant utilizând muzică și cântat. Mai târziu, va fi denumită la fel, de asemenea, și clădirea operei (locul unde se interpretează sau instituția producătoare) cât și ansamblul teatral care o interpretează.
Opera utilizează multe din elementele teatrului vorbit sau dramatic, precum ar fi scenariul, costumele, decorurile, mișcarea scenică și interpretarea.  În ciuda acestor asemănări, interpreții operei trebuie să posede în primul rând calități vocale deosebite, care conferă genului muzical identitatea sa definitorie.
Întrucât mesajul operei este transmis preponderent prin muzică, la calitățile vocale primordiale ale interpreților se adaugă întotdeauna un ansamblu de instrumentiști de acompaniament a cărui complexitate poate varia între a unui ansamblu minimal, de tipul unui trio, cvartet sau cvintet, sau a unui ansamblu cameral, până la o orchestră simfonică completă.  Uneori, și în special în cazul operei franceze, pentru cea mai mare parte a istoriei sale, spectacolul de opera include și ample scene de balet.
Opera s-a detașat ca gen muzical și teatral aparte în Italia anilor 1600 ca unul din produsele artistice și intelectuale ale amplei și puternic influentei mișcări artistice a barocului, dar a atins culmile sale de rafinament și perfecțiune în secolele ulterioare, al 18-lea și al 19-lea, reverberând puternic până în secolul 20, fiind generată și perpetuată mai ales de compozitorii austrieci, germani și cei italieni.

## Structura unei opere
Operele sunt structurate numeric după cum urmează:
- uvertură
- arii
- cavatine
- arioso
- coruri
- recitative
- duete, terțete, cvartete, cvintete, ...
- interludii orchestrale
- balete

Toate acestea sunt grupate în părți, acte, tablouri și scene.

## În România
Primele spectacole de operă din România datează din secolul al XVIII-lea, fiind susținute de trupe străine. Opera Română, ca instituție, există din 1885, când era o trupă particulară, fondată de George Stephănescu. Opera Română ca instituție publică a fost înființată la Cluj în 1919, la București în 1921, la Timișoara în 1946, la Iași în 1956.

### Compozitori români de operă
Printre cei mai cunoscuți compozitori români de operă se pot enumera George Enescu (cu opera Oedip), Paul Constantinescu (cu opera O noapte furtunoasă), Nicolae Brânzeu (Săptămâna luminată - prima operă românească de tip expresionist) și Pascal Bentoiu (cu opera Hamlet).

### Soliști români de operă

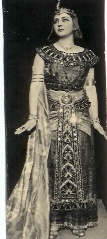
Mezzo-soprana Maria Moreanu în rolul Amneris din opera "Aida"
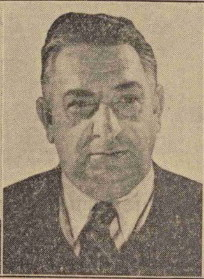
Baritonul Petre Ștefănescu Goangă
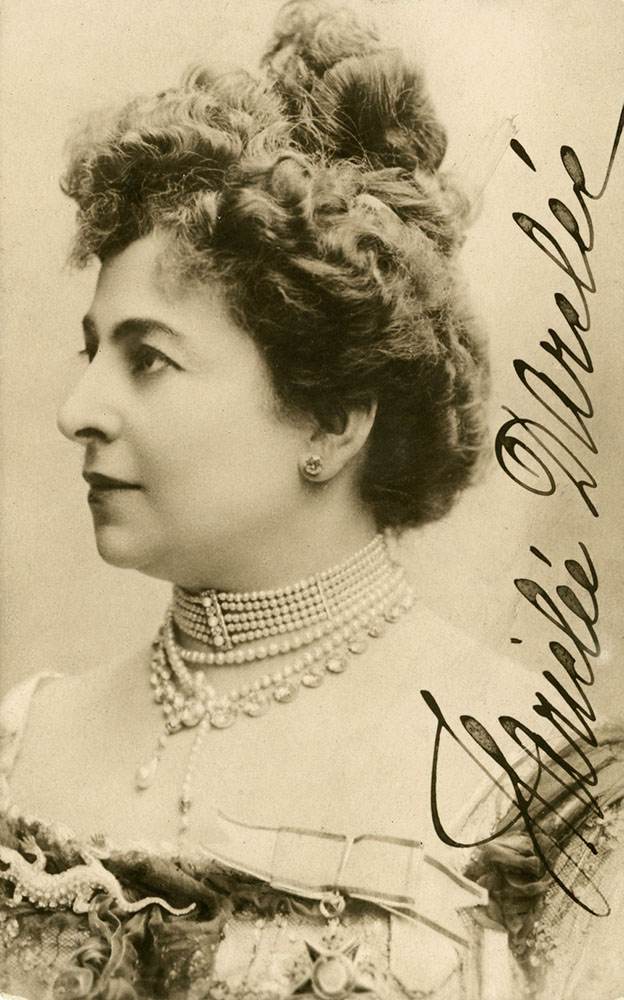
Hariclea Darclée, carte poștală autografă
Baritonul Nicolae Herlea în rolul Rodrigo din „Don Carlo”
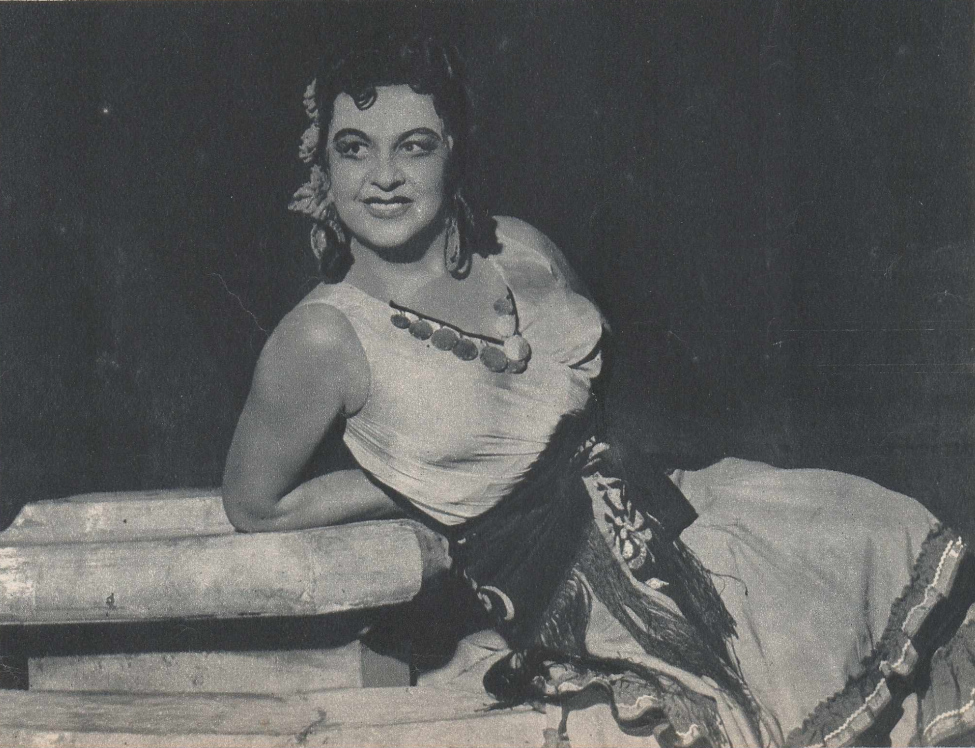
Mezzo-soprana Zenaida Pally
Baritonul Dan Iordăchescu
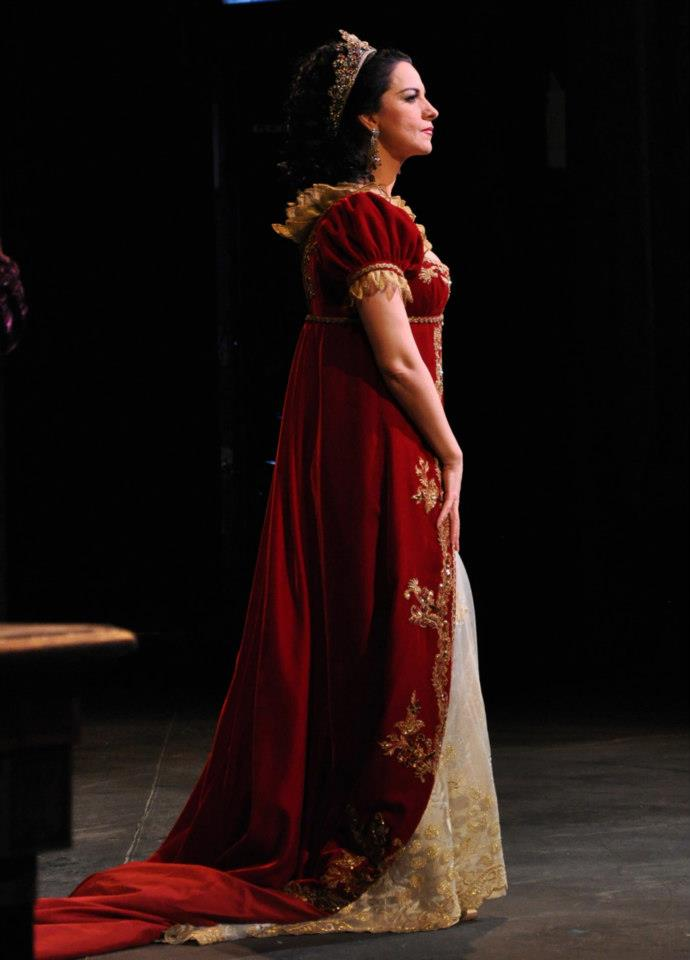
Angela Gheorghiu în Tosca, la Opera din San Francisco, 2012